# Polovinki
Polovinki è l'album d'esordio delle gemelle russe Anastasija e Maria Tolmačëvy, pubblicato nel 2007.

## Tracce
1. Vesenniy Jazz (Весенний Джаз) – 2:37
2. Lapu Day (Лапу дай) – 2:38
3. Loshad (Лошадь) – 2:56
4. Polovinki (Половинки) – 3:06
5. Leto (Лето) – 2:16
6. Pesnya zayezzhikh gastrolerov (Песня заезжих гастролеров) – 1:58
7. Veter peremen (Ветер перемен) – 4:05
8. Kalinka (Калинка) – 2:45
9. Barynya (Барыня) – 2:31
10. Vesseniy Jazz Remix (Весенний Джаз Remix) – 3:01
11. Santa Lucia (A Capella) – 3:00